# Ivanna Lemaître
 (mai 2015).
Si vous disposez d'ouvrages ou d'articles de référence ou si vous connaissez des sites web de qualité traitant du thème abordé ici, merci de compléter l'article en donnant les références utiles à sa vérifiabilité et en les liant à la section « Notes et références ».
Ivanna Lemaître, née à Saint-Pétersbourg en 1893, décédée en 1973 à Nice, est une artiste peintre et mosaïste russe active en France.

## Biographie
Ivanna Lemaître est une jeune aristocrate russe qui s'exile à Paris au moment de la révolution bolchévique de 1917. Elle travaille et étudie dans un atelier de Montmartre, rue de la Grande-Chaumière. Aux côtés de son mari André-Hubert Lemaître, peintre fresquiste, elle réalise des commandes parisiennes : les fresques de l'église de Meudon (1927), les fresques du salon du maréchal Lyautey à l'Exposition coloniale de 1931, palais de la Porte-Dorée. Pendant l'Occupation, Ivanna part pour la Côte d'Azur et s'y installe. Il semble qu'elle se sépare de son mari, dont elle a eu deux fils : Odon Jérôme et Jean (Henri ?).
Elle, qui durant les années parisiennes, a réalisé les portraits d'illustres amis tels que Jean Cocteau, André Gide, François Mauriac ou Serge Lifar, plante désormais son chevalet le long de la mer, de Cannes à Monaco. Elle réalisera de nombreux panneaux décoratifs en mosaïque, des encres, des aquarelles et des huiles aux thèmes variés : villages et chapelles de l'arrière-pays, vues de la Méditerranée, sujets mythologiques.
Ivanna Lemaître meurt en 1973 et repose au cimetière russe de Nice.

## Principales œuvres murales
- 1925 : monastère des Récollets à Toulouse
- 1927 : église de Meudon (visages de Jean Cocteau, Jacques Maritain, etc.)
- 1931 : salon du maréchal Lyautey pour l'Exposition coloniale, Porte Dorée
- 1935 : fresques pour le groupe scolaire Davout à Paris
- 1937 : façade du pavillon de la maroquinerie française de l'Exposition universelle de 1937 à Paris
- 1937 : toiles marouflées pour l'École des arts et métiers à Paris
- 1962 : sanctuaire du Sacré-Cœur à Nice : fresque monumentale en mosaïque (50 m2) ornant l'arc triomphal
- 1963 : deux mosaïques en hommage à Jean Médecin et Jean Cocteau à La Porte Fausse, Vieux-Nice
- 1965 : mosaïques pour la Caisse d’épargne de Nice
- 1968 : panneaux en mosaïque pour une école à Arles
- 1968 : mosaïques ornant la façade du gymnase des Eucalyptus à Nice
- 1973 : lycée de Drancy, décoration murale achevée par son fils Jean Lemaître après sa mort
- Mosaïques pour divers immeubles à Nice, notamment le Centenaire, le Michelet et l'Âge d'or

## Collections publiques
- Venise, Collection Peggy Guggenheim
- Musée[Lequel ?] de Staten Island, États-Unis

## Expositions
- Expositions à New York, Rome, Monte-Carlo, Cannes

## Distinctions
- Prix de la ville de Paris, 1936
- Sociétaire du Salon d'automne